# 伊飛島村
伊飛島村（いびじまむら）は、かって岐阜県稲葉郡にあった村である。
現在の各務原市蘇原地区の北部（蘇原飛鳥町、蘇原伊吹町、蘇原吉新町、蘇原島崎町など）に該当する。
地名は「伊吹村」「飛鳥村」「島崎村」から一文字ずつとった合成地名である。

## 歴史
- 1872年（明治5年） - 大区小区制により、旧来の伊吹村、飛鳥村、島崎村は第1大区第16小区。吉兵衛新田は第1大区第14小区の所属となる。
- 1875年（明治8年）1月 - 伊吹村、飛鳥村、島崎村、吉兵衛新田が合併し、伊飛島村が発足。伊飛島村は第1大区第16小区の所属となる。
- 1878年（明治11年） - 郡区町村編制法の制定により大区小区制は廃止。
- 1889年（明治22年）7月1日 - 町村制により各務郡伊飛島村が発足。
- 1897年（明治30年）4月1日[2] - 厚見郡、各務郡、方県郡の一部が合併し、稲葉郡となる。伊飛島村は稲葉郡の村となる。
- 1897年（明治30年）4月1日 - 三柿野村、和合村、大宮村、古市場村、持田村と合併し蘇原村が発足。同日伊飛島村廃止。

## 学校
- 単独での学校はなく、古市場村の古市場尋常高等小学校（現・各務原市立蘇原第一小学校）への通学であった。

## 神社・仏閣
- 飛鳥観世音堂
- 白山神社